# Јакурсо
Јакурсо (итал. Jacurso) је насеље у Италији у округу Катанцаро, региону Калабрија.
Према процени из 2011. у насељу је живело 536 становника. Насеље се налази на надморској висини од 439 м.

## Становништво
| 1951. | 1961. | 1971. | 1981. | 1991. | 2001. | 2011. |
| ----- | ----- | ----- | ----- | ----- | ----- | ----- |
| 1.866 | 1.575 | 1.255 | 1.071 | 924   | 839   | 623   |